# Брајде II (Потенца)
Брајде II (итал. Braide II) је насеље у Италији у округу Потенца, региону Базиликата.
Према процени из 2011. у насељу је живело 17 становника. Насеље се налази на надморској висини од 717 м.